# Naëmi Kjäll
Naëmi Kjäll, född Lundin den 29 januari 1885 i Uppsala, död 24 januari 1939 i Stockholm, var officer i Frälsningsarmén, sångförfattare och översättare av sånger.
Naëmi tillhörde från tidig barndom Frälsningsarmén. Hon var småskollärare och gick 1917 FA:s officersskola i New York varefter hon hade olika förordnanden som officer i USA och Sverige. Hon var anställd hos Åhlén & Åkerlunds förlag. Gifte sig 1921 med sergeanten i FA, Rudolf Kjäll.

## Sånger
- Guds kämpe, håll ut, till dess seger du fått